# Marek Poštulka
Marek Poštulka (ur. 21 czerwca 1970 w Boguminie) – czeski piłkarz występujący na pozycji napastnika. Reprezentant Czechosłowacji.

## Kariera klubowa
Poštulka karierę rozpoczynał w 1989 roku w zespole VTJ Tábor. W 1991 roku został graczem Gery Drnovice, grającej w drugiej lidze czechosłowackiej. Spędził tam sezon 1991/1992. W 1992 roku przeszedł do pierwszoligowego Baníka Ostrawa. Od sezonu 1993/1994 występował z nim w rozgrywkach pierwszej ligi czeskiej. Z Baníka był dwukrotnie wypożyczany do innych pierwszoligowców; w sezonie 1997/1998 do Viktorii Žižkov, a w sezonie 1998/1999 do FC Karviná. Następnie wrócił do Baníka, w którym spędził jeszcze sezon 1999/2000.
W 2000 roku Poštulka odszedł do drugoligowego FC Vítkovice, gdzie w 2002 roku zakończył karierę.

## Kariera reprezentacyjna
W reprezentacji Czechosłowacji Poštulka zadebiutował 16 czerwca 1993 w wygranym 3:0 meczu eliminacji Mistrzostw Świata 1994 z Wyspami Owczymi, w którym strzelił też dwa gole. W kadrze Czechosłowacji rozegrał dwa spotkania.
25 maja 1994 w wygranym 5:3 towarzyskim pojedynku z Litwą, zadebiutował w reprezentacji Czech. W późniejszym czasie wystąpił w niej jeszcze raz, w 1996 roku.